# David Brocken
David Brocken (Lier, 18 febbraio 1971) è un allenatore di calcio, dirigente sportivo ed ex calciatore belga, di ruolo difensore.

## Carriera

### Giocatore

#### Club
Brocken ha giocato per la maggior parte della sua carriera in Belgio. Ha vestito infatti le maglie di Lierse, Anderlecht, Standard Liegi e Lommel.
Nel 2004 si è trasferito in Norvegia, per militare nel Vålerenga. Ha debuttato con questa squadra il 26 febbraio 2004, nell'andata del terzo turno della Coppa UEFA 2003-2004: è stato infatti titolare nel pareggio casalingo per 1-1 contro il Newcastle United. L'esordio nell'Eliteserien, invece, è datato 13 aprile: è stato schierato titolare nella vittoria per 1-0 contro il Bodø/Glimt. L'11 settembre dello stesso anno ha segnato il primo gol per il Vålerenga: è stato autore di una delle reti dell'1-4 inflitto al Rosenborg.
Nel 2005 ha vinto il campionato norvegese, concludendo la sua carriera sportiva.

#### Nazionale
Brocken ha giocato 2 partite per il Belgio, nel 1999.

#### Allenatore
Dopo aver abbandonato il calcio giocato, Brocken ha ricoperto ruoli dirigenziali al Lierse, al Vålerenga e al Frigg Oslo. Nel 2010 è diventato allenatore del Rilindja e nel 2012 ha affiancato a questo incarico quello di tecnico della sezione femminile del Kolbotn. Ha lasciato il Rilindja alla fine del campionato 2014.
L'11 dicembre 2015 è diventato il nuovo allenatore della formazione femminile del Vålerenga, a cui si è legato con un contratto triennale valido a partire dal 1º gennaio 2016. Il 10 agosto 2016 è stato esonerato in virtù dei cattivi risultati conseguiti.

## Palmarès

### Giocatore

#### Club

##### Competizioni nazionali
- Campionato belga: 2

Lierse: 1996-1997
Anderlecht: 1999-2000
- Coppa del Belgio: 1

Lierse: 1998-1999
- Coppa di Lega belga: 1

Anderlecht: 1999-2000
- Campionato norvegese: 1

Vålerenga: 2005